# エティエンヌ・F・ジョフロア

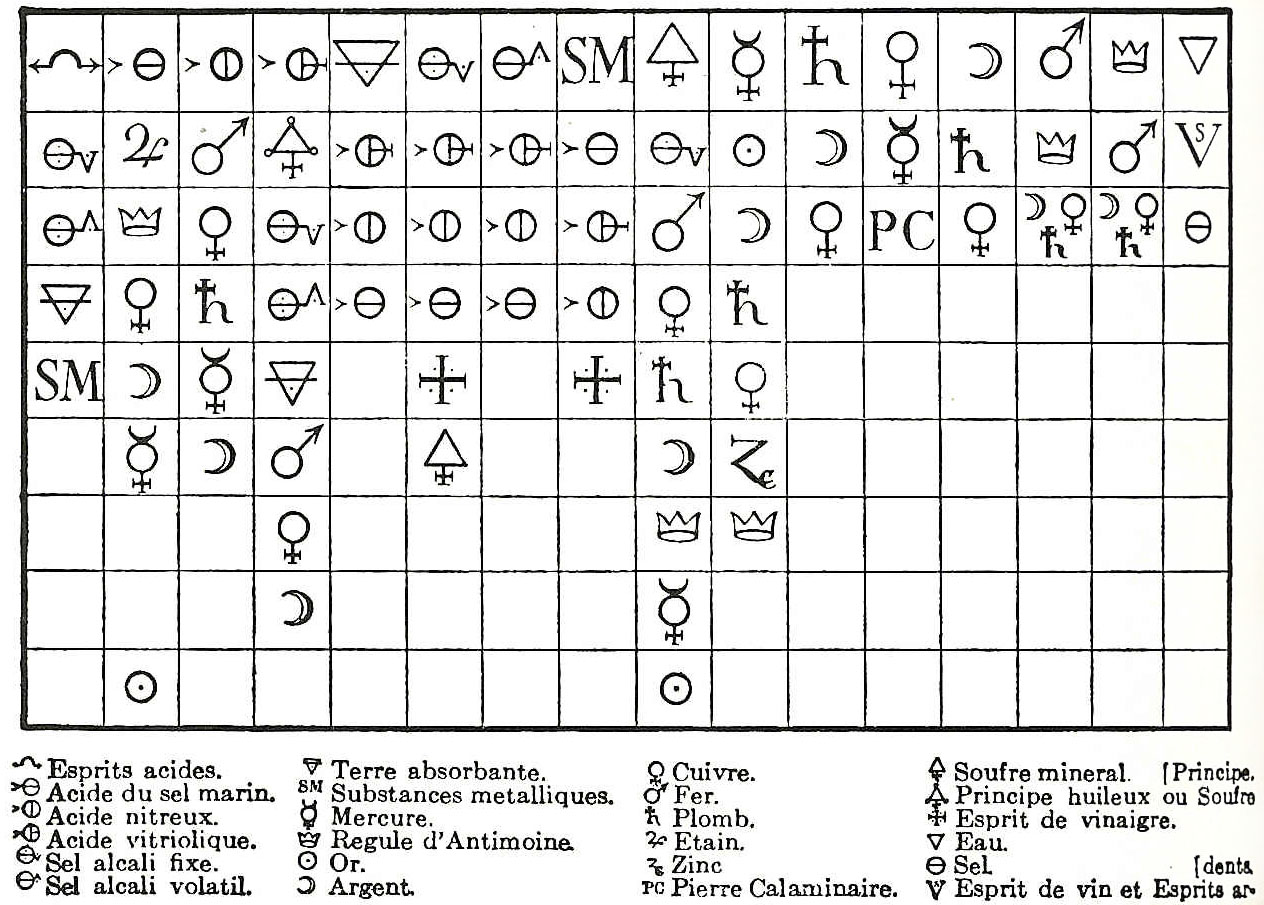
ジョフロアの化学親和力表

エティエンヌ・フランソワ・ジョフロア（Etienne Francois Geoffroy, 1672年2月13日 - 1731年1月6日）はパリで生まれた18世紀フランスの化学者・医師。元素の親和力の表を作った。

## 業績
南仏のモンペリエで薬学を勉強した後、1698年にフランスの将軍タラールの使節団に従ってロンドンに赴く。オランダとイタリアへ旅したのち、パリの「王立庭園」（Jardin du Roi）で化学の教授となり、コレージュ・ロワイヤルで薬学と医学の教授になった。フランス王の侍医でもあった。
元素の"親和性" をまとめた「tables des rapports」という表を作って歴史に名を残した。これは物質の組合せる際の結合の強さを一覧にしたものである。1718年と1720年にフランスアカデミーで発表した。
磁石を使って鉄を回収して重量を測る実験において、植物を燃やした際にその灰から燃焼の間に鉄が発生して、量が増えたと信じていた逸話が残っている。非磁性の鉄の酸化物が磁性を持つ酸化物に変化することを見落としたと思われる。